# Christer Engqvist
Ulf Christer Engqvist, född 6 augusti 1974 i Danmarks församling, Uppsala län, är en svensk radioprogramledare.
Christer Engqvist kommer från Uppsala. Han har varit programledare för P4 Extra, Telespånarna och Kossornas planet (tillsammans med Lena Nordlund) i Sveriges Radio P4. Han leder lokala program i SR Uppland och SR Väst och är programledare för Karlavagnen. Han började sin radiokarriär på Uppsala Studentradio, bland annat med programmet Chips och Dipp.